# Syllepte glebalis
Syllepte glebalis is een vlinder van de familie van de grasmotten (Crambidae). De wetenschappelijke naam van deze soort is voor het eerst voorgesteld als Botys glebalis door Julius Lederer in een publicatie uit 1863.
De soort komt voor in Sierra Leone, Liberia, Ivoorkust, Nigeria, Kameroen, Congo-Kinshasa, Zambia en Zimbabwe.